# Zachary Herivaux
Zachary Herivaux est un footballeur international haïtien né le 1er février 1996 à Suita au Japon. Il joue au poste de milieu de terrain aux Rowdies de Tampa Bay en USL Championship.
Il est le cousin des joueuses de tennis Naomi Osaka et Mari Osaka.

## Biographie

### Carrière en club
Il passe quatre saisons au sein du centre de formation du Revolution de la Nouvelle-Angleterre, avant de signer un contrat Homegrown Player de la MLS avec son club formateur le 2 mai 2015.
Le 8 décembre 2022, il s'engage en faveur des Rowdies de Tampa Bay en USL Championship.

### Carrière internationale
Avec les moins de 20 ans, il participe en janvier 2015 au championnat de la CONCACAF des moins de 20 ans. Lors de cette compétition, il joue cinq matchs, avec pour résultats trois nuls et deux défaites.
Il débute en équipe d'Haïti le 10 octobre 2017, en amical contre le Japon (score : 3-3). Il délivre une passe décisive à cette occasion. Un an plus tard, il délivre une deuxième passe décisive, contre Sainte-Lucie (victoire 1-2).
Par la suite, en 2019, il participe à la Gold Cup. Lors de cette compétition, il joue quatre matchs. L'équipe d'Haïti s'incline en demi-finale face au Mexique, après prolongation.